# HM Treasury

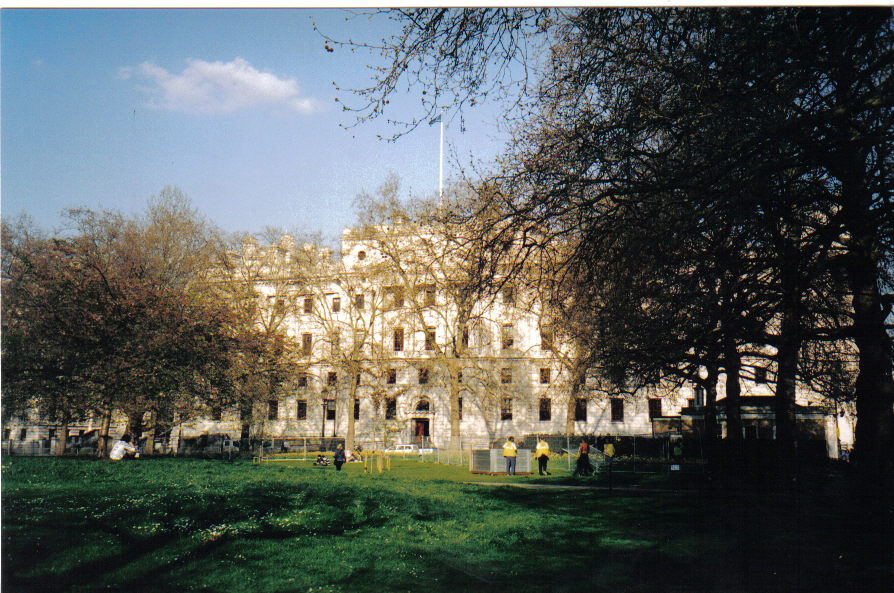
L'edificio del tesoro visto da St James' Park

HM Treasury, per esteso His Majesty's Treasury, nell'italiano "Il Tesoro della Sua Maestà", e informale The Treasury, è un Dipartimento governativo del Regno Unito responsabile per lo sviluppo e l'esecuzione delle politiche di finanza pubblica e la politica economica del governo britannico. Il Tesoro mantiene il "Combined Online Information System" (COINS) contenente un'analisi dettagliata delle spese dipartimentali sotto migliaia di intestazioni di categoria.

## Storia
Prima del 1066 e la Conquista normanna dell'Inghilterra da parte di Guglielmo il Conquistatore, gli Anglosassoni esigevano delle imposte (compreso il Danegeld, imposte destinate a pagare un tributo ai Vichinghi per evitare le loro invasioni).
Il Tesoro del Regno Unito trae le sue origini dal Tesoro del Regno d'Inghilterra, che ha avuto la sua origine nel 1126, col regno di Enrico I d'Inghilterra. Il Tesoro si creò al di fuori della Casa reale e servì come luogo in cui il Re conservava i suoi averi. Al vertice del tesoro è stato designato il «Lord Treasurer» (Lord Gran Tesoriere). A partire dal tempo della Dinastia Tudor, il Lord Treasurer divenne uno degli alti funzionari ufficiali al vertice dello Stato in competizione con il Lord Cancelliere per la carica più importante.
Nel 1667 Carlo II d'Inghilterra affidò l'incarico al Baronetto George Downing, il realizzatore di Downing Street, per riformare radicalmente il Tesoro e la riscossione delle imposte.

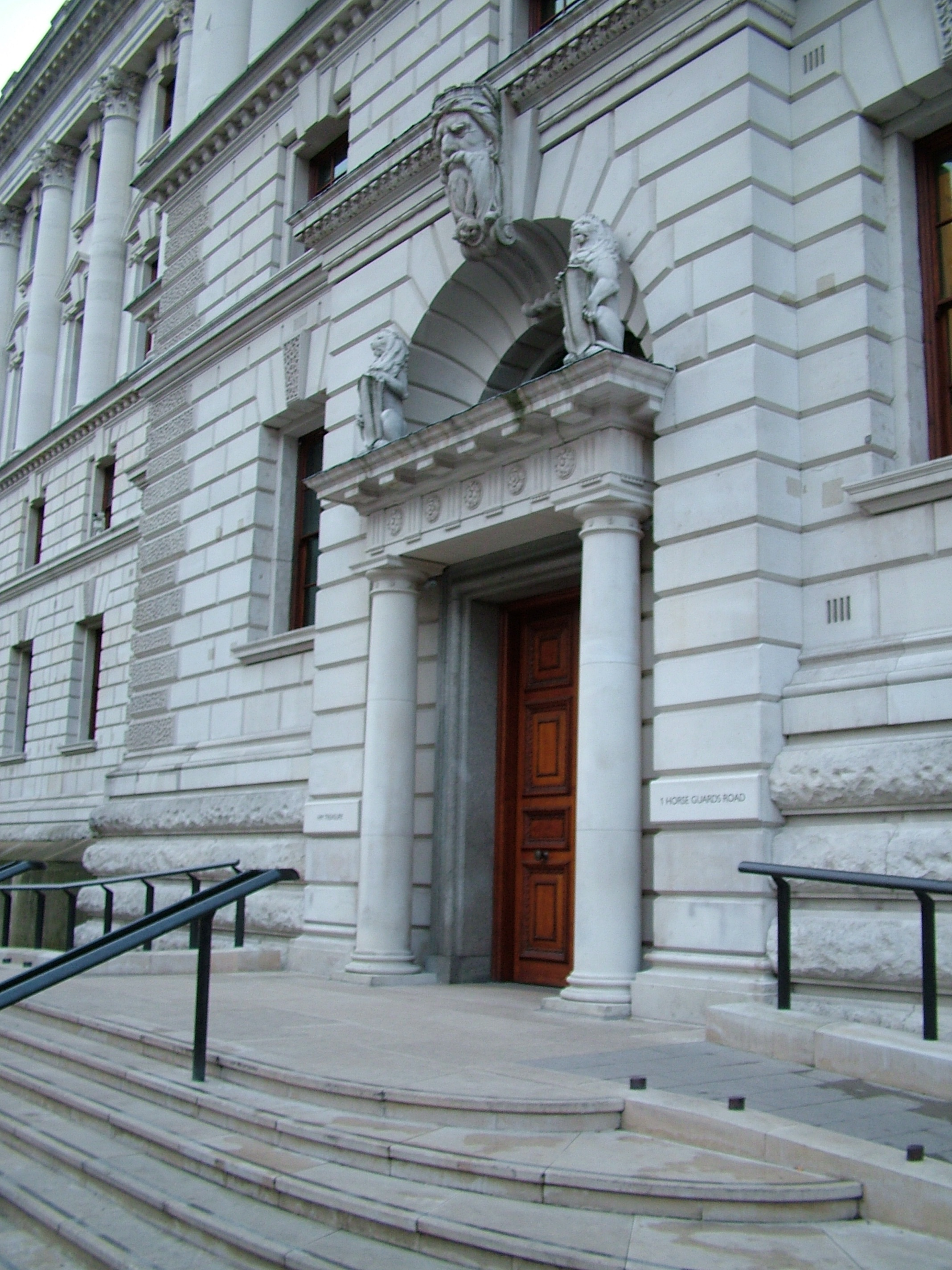
La nuova entrata orientale dell'HM Treasury

A partire dal XVII secolo, il Tesoro frequentemente è stato affidato ad una Commissione, piuttosto che a un singolo individuo, e dopo 1714 fu sempre in Commissione. I Commissari sono stati indicati come «Lords of the Treasury» (signori del tesoro) ed hanno avuto una posizione in base alla loro anzianità. Alla fine, il Primo Lord del tesoro iniziò ad essere considerato come il naturale Capo del Governo e da Robert Walpole in poi cominciò ad essere conosciuto, ufficiosamente, come il Primo ministro del Regno. Prima del 1827, il Primo Lord del Tesoro, quando era una persona comune, ha anche ricoperto la carica di «Chancellor of the Exchequer» (Cancelliere dello Scacchiere), mentre se il Primo Lord del Tesoro era un Pari, il secondo Lord della Commissione di solito serviva come Cancelliere. Dal 1827, Il Cancelliere dello scacchiere è sempre il secondo Lord del Tesoro.

## Whip
Alcuni dei Whip del Governo hanno anche la nomina associata al Tesoro: il Chief Whip (lett. capo dei fustigatori) è nominalmente Parliamentary Secretary to the Treasury (Parlamentare Segretario al Tesoro) e tradizionalmente aveva un ufficio al numero 12 di Downing Street. Alcuni degli altri Whip sono nominalmente Lord Commissioner of HM Treasury (Lord Commissario del Tesoro di sua Maestà), anche se questi sono tutti i membri della Camera dei Comuni britannica. Questo portò il "frontbench" del Governo alla Camera dei Comuni ad essere conosciuto come la "Panchina del tesoro" (Treasury Bench). Tuttavia, poiché i Whip (fustigatori) non hanno più alcun ruolo ministeriale efficace nel Tesoro, non vanno di solito nell'elenco dei Ministri del Tesoro.